# Atemptat contra l'Hotel Intercontinental Kabul de 2018
L'atemptat contra l'Hotel Intercontinental Kabul de 2018 va ser un atemptat perpetrat des de la nit del 20 de gener fins a la matinada del 21 de gener de 2018 contra l'Hotel Intercontinental a la ciutat de Kabul, capital de l'Afganistan, perpetrat per una organització insurgent de talibans. L'atac va deixar un balanç de 22 persones mortes i de 22 a 43 persones ferides entre locals i estrangers.

## Antecedents
La República Islàmica de l'Afganistan segueix submergida en la guerra contra organitzacions radicals insurgents com els talibans i l'Estat Islàmic de l'Iraq i el Llevant, des de 2015 els atacs perpetrats a l'interior de la ciutat de Kabul es van incrementar ràpidament com els perpetrats al febrer i maig de 2016, juny, juliol i desembre de 2017, considerats els més sagnants dels últims temps.

## Atac
El 20 de gener de 2018, diverses fonts van informar que al voltant de les 21.00 hores (hora local de l'Afganistan) durant la nit, diversos homes armats amb armes lleugeres i granades propulsades per coets havien assaltat l'Hotel Intercontinental de Kabul, van obrir foc i van prendre ostatges.
Els informes van suggerir que alguns hostes de l'hotel van tractar d'escapar dels pistolers lligant llençols i baixant des dels pisos superiors de l'edifici, que va ser parcialment incendiat. Membres de les forces especials afganeses van ser baixats per helicòpters cap al sostre de l'hotel en un intent de neutralitzar als atacants. Més tard es va informar que els soldats de l'Exèrcit Nacional Afganès amb l'ajuda de les forces especials noruegues de l'Armada Reial, aquests últims havien respost i intercanviant trets amb els atacants armats a l'hotel. Es té registrat que aquest és el segon atac en aquest hotel des de 2011.
El govern afganès va informar que l'atac havia acabat en la matinada del 21 de gener, amb 4 atacants abatuts i assassinats, almenys, 18 civils, inclosos 14 estrangers. Més de 160 persones havien sigut rescatades de l'hotel, mentre que unes altres romanien desaparegudes. Entre ells, 16 empleats de l'aerolínia afganesa Kam Air, que van anunciar que 11 de les 42 persones que treballaven per a la companyia que havien estat presents van morir durant l'atac, mentre que altres 15 van sobreviure.

## Reaccions
«L'atac va ser dut a terme pels terroristes de la Xarxa Haqqani, amb seu al Pakistan», va piular Javid Faisal, portaveu del cap executiu del govern afganès. Almenys dos alts funcionaris afganesos van dir que l'agència d'intel·ligència del país tenia informes que la Xarxa Haqqani, un braç altament autònom dels talibans, havia planejat la violència i no la seu central en l'autodenominat Emirat Islàmic de l'Afganistan (nom del territori que controla el talibà al país). Posteriorment, la xarxa global dels talibans es van atribuir la responsabilitat de l'atac en un comunicat, advertint als civils afganesos que evitessin llocs freqüentats per estrangers.
El ministeri de l'Interior afganès va dir que una signatura privada havia assumit la responsabilitat d'assegurar l'Hotel Intercontinental unes tres setmanes abans. El ministeri va dir que estava investigant com els atacants van aconseguir ingressar a l'edifici. 34 funcionaris provincials es van reunir a l'hotel per a participar en una conferència organitzada pel Ministeri de Telecomunicacions. Un funcionari d'aquest ministeri va dir que més de 100 gerents i enginyers del govern estaven en el lloc quan va ocórrer l'atac.